# Dumuzid d'Unug
Per Dumuzid de Badtibira vegeu Dumuzid.
Dumuzid (Dumu, "fill" + Zi(d), "verdader") anomenat "el Pescador" va ser el tercer rei de la primera dinastia d'Uruk a Sumer, i antecessor de Guilgameix segons la llista de reis sumeris que li atribueix un mític regnat de 100 anys.
La llista diu que va capturar amb una sola mà a Mebaragesi, rei de Kix; hauria succeït a Lugalbanda "el Pastor". Sembla que existeix una certa confusió entre aquest Dumuzid (el Pescador) i Dumuzid (el Pastor) al que les primeres composicions sumèries anomenen també rei d'Uruk i després apareix convertit en la deïtat Dumuzi o Tammuz. La llista atribueix al pastor el govern de Badtibira abans del diluvi i aquest rei d'Uruk és un personatge diferent amb el mateix nom.